# Косяровский, Иван Матвеевич
Иван Матвеевич Косяровский (1760, Ведмежье, Лубенский полк — 1810-е, Лохвица, Полтавская губерния) — дед писателя Николая Васильевича Гоголя (1809—1852), отец его матери Марии Ивановны Гоголь-Яновской (1791—1868); поручик Лейб-гвардии Измайловского полка (после потери одного глаза вышел в отставку), почтмейстер города Орла, города Харькова и города Лохвицы, чиновник VII класса (надворный советник).

## Биография

### Детство
Иван Косяровский родился в 1760 году в селе Ведмежье Хмелевской сотни (укр. Хмелівська сотня) Лубенского полка Гетманщины, ныне село входит в Роменскую городскую общину (укр. Роменська міська громада) Роменского района Сумской области Украины. Родился в семье коллежского асессора Матвея Косяровского (1727 — 1793) и дочери военного Феодосии Андреевны Косяровской (в девичестве Щербак). Кроме Ивана в семье Косяровских было еще трое детей: Агафья (в замужестве Лукашевич), Петр и Анна (в замужестве Трощинская, Длинная).

### Юность. Светская жизнь в Петербурге
Иван Матвеевич Косяровский служил в Санкт-Петербурге и вел светскую жизнь, обычную для офицера императорской гвардии. Женился на дочери фрейлины Зверевой Серафимы Николаевны, однако жена умерла первыми родами, ребёнок тоже родился мертвым. Безутешный вдовец бросил гвардию, перевелся в провинциальный полк. Однажды он попал в метель, и сутки провел на морозе, его нашли и спасли, но один глаз у офицера безвозвратно вымерз. Косяровский после этого несчастья вышел в отставку и стал почтмейстером. Должности в почтовом ведомстве часто занимали именно отставные военные.

### Работа на почте
Возглавив орловскую почту, Иван Матвеевич подчинялся почт-директору Московского почтамта. Губернский почтмейстер был видной фигурой в ряду высших орловских чиновников, оклад его составлял к началу XIX в. от 600 до 800 рублей в год, что было немалой суммой для своего времени. После Орла И. М. Косяровский работал на харьковской почте, и в 1803 г. был почтмейстером в городе Лохвице. Он стал чиновником VII класса - надворным советником, что соответствовало воинскому званию подполковника.

### Второй брак.
Вторым браком Иван Матвеевич женился на Марии Ильиничне Шостак. Приданным за ней были всего 16 душ крестьян. В конце 1780-х у почтмейстера родился сын И. Косяровский и дочь Екатерина Ивановна (в замужестве Кованько), а в 1791 или 1792 родилась вторая дочь Мария (ставшая матерью писателя Николая Васильевича Гоголя).

## Поколенная роспись.

#### I поколение.
Андрей Щербак — военный.

#### II поколение.
Матвей Косяровский (род. 1727)
N. Косяровская (Щербак) — дочь А. Щербака, вторая жена М. Косяровского.
Серафима Нелидова (Зверева) — фрейлина, выпускница Смольного института Благородных девиц (1776 г.).

#### III поколение.
Анна Трощинская, Длинная (Косяровская) — дочь М. Косяровского.
Иван Косяровский (ум. 1810-е) — сын М. Косяровского.
N. Нелидова — дочь С. Зверевой, первая жена И. Косяровского.
Мария Косяровская (Шостак)  — вторая жена И. Косяровского.
Пётр Косяровский — сын М. Косяровского.
Агафья Лукашевич (Косяровская) — дочь М. Косяровского.
IV поколение.
Андрей Трощинский (1772—1852) — сын А. Трощинской.
И. Косяровский — сын И. Косяровского.
Екатерина Кованько (Косяровская) — дочь И. Косяровского
Мария Гоголь-Яновская (1791 или 1792 — 1868) — дочь И. Косяровского.
Петр Косяровский (ум. 1849) — сын П. Косяровского.
Павел Косяровский — сын П. Косяровского.
Варвара Березина (Косяровская) — дочь П. Косяровского.
V поколение.
Дмитрий Трощинский  — сын А. Трощинского.
Николай Гоголь (Гоголь-Яновский) (1809—1852) — сын М. Гоголь-Яновской.
Мария Трушковская (Гоголь-Яновская) (1811—1844) — дочь М. Гоголь-Яновской.
Анна Гоголь-Яновская (1821—1893) — дочь М. Гоголь-Яновской.
Елизавета Быкова (Гоголь-Яновская) (1824—1864) — дочь М. Гоголь-Яновской.
Ольга Головня (Гоголь-Яновская) (1825—1907) — дочь М. Гоголь-Яновской.

## Смерть.
Иван Матвеевич Косяровский умер приблизительно в 1810-х годах в городе Лохвица, Полтавской губернии.